# Karl Hasselmann
Pour les articles homonymes, voir Hasselmann.
Karl Hasselmann (né le 8 mai 1883 à Hanovre, mort le 8 juin 1966 à Berlin) est un directeur de la photographie allemand.

## Biographie
Karl Hasselmann suit une formation de mécanicien et travaille en 1906 dans l'atelier de Carl Buderus à Hanovre. La même année, il tourne avec Adolf Peck un film sur Wilhelm Voigt. En 1908, il vient à Berlin pour être directeur de la photographie avec son propre matériel et est l'assistant d'Emil Schünemann.
Après la Première Guerre mondiale, il développe un style artistique dans le Kammerspielfilm. Il travaille avec les réalisateurs Ewald André Dupont, Paul Leni, Leopold Jessner, Karl Grune, Lupu Pick et notamment Gerhard Lamprecht.
Après le passage au cinéma parlant, il participe à la réalisation de films de divertissement et poursuit son travail sous le Troisième Reich. Après la Seconde Guerre mondiale, il est incapable de continuer son travail.

## Filmographie
- 1906 : Ein Lied klagt an : Der Hauptmann von Köpenick
- 1909 : Ein Lied klagt an : Zu Mantua in Banden
- 1909 : Ein Lied klagt an : Die Erschießung des spanischen Rebellen Francisco Ferer Guardia
- 1910 : Ein Lied klagt an : Weihnachtstränen
- 1910 : Le Quatrième commandement - Honore ton père et ta mère
- 1910 : Die Pulvermühle
- 1910 : Pro Patria
- 1910 : Die Spinne
- 1910 : La Raison du cœur
- 1911 : Die Ballhaus-Anna
- 1911 : Madame Potiphar
- 1911 : Die weiße Sklavin – 3. Teil
- 1911 : Die Geliebte des Chinesen
- 1911 : Le cœur d'une femme
- 1911 : Die neue Gouvernante
- 1912 : Das Geheimnis von Monte Carlo
- 1912 : Madeleine
- 1912 : Die Wildkatze
- 1913 : Komödianten
- 1913 : Die Eisbraut
- 1913 : Das schwarze Los
- 1913 : Der Desperado von Panama
- 1913 : Das Töpfchen
- 1913 : Auf dem Felde der Ehre
- 1913 : Der Thronfolger
- 1913 : Gendarm Möbius
- 1914 : Der Prinzenraub
- 1914 : Kein schön'rer Tod
- 1914 : Der Flug in die Sonne
- 1914 : Die goldene Fliege
- 1914 : Die Löwenbraut
- 1919 : Das Gelübde der Keuschheit
- 1919 : Alkohol
- 1920 : Herztrumpf
- 1920 : Whitechapel
- 1920 : Der weiße Pfau
- 1920 : Hoppla, Herr Lehrer
- 1921 : Escalier de service de Paul Leni et Leopold Jessner
- 1921 : Die Jagd nach der Wahrheit
- 1921 : Die Nacht ohne Morgen
- 1921 : Mann über Bord
- 1921 : Die Verschwörung zu Genua
- 1921 : Der Mord ohne Täter
- 1921 : Die Geierwally
- 1922 : Sterbende Völker
- 1922 : Der Graf von Essex
- 1922 : Der Graf von Charolais
- 1922 : L'Assomption d'Hannele Mattern
- 1922 : Othello
- 1922 : Tiefland
- 1923 : La Rue
- 1923 : Grisou
- 1924 : Op hoop van zegen
- 1924 : Garragan
- 1924 : Arabella
- 1924 : Sous l'Inquisition de Richard Oswald
- 1924 : La Nuit de la Saint-Sylvestre
- 1925 : Die eiserne Braut
- 1925 : Jalousie
- 1925 : Les Déshérités de la vie
- 1925 : Komödianten
- 1926 : Die Unehelichen
- 1926 : Kubinke, der Barbier, und die drei Dienstmädchen
- 1926 : 117 bis Grande Rue
- 1926 : Les Frères Schellenberg
- 1927 : Die Geliebte des Gouverneurs
- 1927 : Aveugle
- 1927 : Schwester Veronica
- 1927 : Der Katzensteg
- 1928 : Eva in Seide
- 1928 : Sensationsprozeß
- 1928 : Der alte Fritz
- 1928 : Anastasia, die falsche Zarentochter
- 1928 : Lemkes sel. Witwe
- 1928 : Ossi hat die Hosen an
- 1928 : Unter der Laterne
- 1928 : Jeunesse fardée
- 1929 : Kinder der Straße
- 1929 : Der Mann mit dem Laubfrosch
- 1929 : Danseuse de corde
- 1929 : § 173 St.G.B. Blutschande
- 1929 : Der Sträfling aus Stambul
- 1930 : Alimente
- 1931 : Zwischen Nacht und Morgen
- 1931 : Schachmatt
- 1931 : Ihr Junge
- 1931 : Zweierlei Moral
- 1932 : Trenck – Der Roman einer großen Liebe
- 1932 : Nacht der Versuchung
- 1932 : Lumpenkavaliere
- 1933 : Herthas Erwachen
- 1933 : Was wissen denn Männer
- 1933 : Der große Trick
- 1933 : Wenn am Sonntagabend die Dorfmusik spielt
- 1933 : Die Nacht im Forsthaus
- 1934 : Stoßtrupp 1917
- 1934 : Volldampf voraus!
- 1934 : Das Erbe von Pretoria
- 1934 : Der Fall Brenken
- 1934 : Der Meisterboxer
- 1935 : Der Außenseiter
- 1935 : Le Contrôleur des wagons-lits
- 1935 : Die Katz' im Sack
- 1936 : Ein Lied klagt an : Die Stunde der Versuchung
- 1936 : Ein Lied klagt an : Donaumelodien
- 1936 : Ein Lied klagt an : Die letzte Fahrt der Santa Margareta
- 1936 : Ein Lied klagt an : Ein seltsamer Gast
- 1936 : Ein Lied klagt an
- 1937 : Der andere Mann
- 1937 : Es wird nichts so fein gesponnen
- 1937 : Frauen wollen betrogen sein
- 1937 : Die Unterschlagung
- 1937 : Sparkasse mit Likör
- 1937 : Huis clos de Paul Wegener
- 1937 : Die Seitensprünge des Herrn Blohm
- 1937 : Madame Bovary de Gerhard Lamprecht
- 1937 : Wiederseh’n macht Freude
- 1938 : Panique au cirque
- 1938 : Pieux mensonge ou Mensonge de mère (Die fromme Lüge ) de Nunzio Malasomma
- 1938 : Dreizehn Mann und eine Kanone
- 1939 : Frau im Strom
- 1939 : Morgen werde ich verhaftet
- 1939 : Voiture-salon E 417 (Salonwagen E 417) de Paul Verhoeven
- 1940 : Herzensfreud – Herzensleid
- 1940 : Mädchen im Vorzimmer
- 1940 : Donauschiffer
- 1941 : Clarissa
- 1942 : Stimme des Herzens
- 1943 : Gefährtin meines Sommers
- 1943 : Wildvogel
- 1949 : Quartett zu fünft

## Source de la traduction
- (de) Cet article est partiellement ou en totalité issu de l’article de Wikipédia en allemand intitulé « Karl Hasselmann » (voir la liste des auteurs).